# Дінодон східний
Дінодон східний (Lycodon orientalis) — вид змій родини полозових (Colubridae). Один із 81 виду роду вовкозубів (Lycodon). Поширений у Південно-Східній Азії. Мешканець прибережних річкових та морських ландшафтів.
Інші назви: «вовкозуб східний», «дінодон японський» та «східна непарнозуба змія».

## Опис
Загальна довжина сягає 100 см. Міжщелепний щиток зверху слабко помітний. Зіниця вертикально-еліптична. Навколо середини тулуба є 17 лусок. Черевних щитків 199—214, підхвостових — 60—75 пар. Луска в передній половині тулуба гладенька, а в задній є 5—7 середніх рядків луски зі слабко вираженими реберцями. 
Забарвлення верхньої сторони тулуба світло-коричнево-сіре або коричнево-червоне з численними великими коричнево-чорними, витягнутими впоперек плямами неправильної форми. які проходять по спині й хвосту. Ці плями досягають черева у передній частині тулуба, а у задній частині тіла вони відокремлені від нього вузькою світлою смужкою. На бічній поверхні проходить по одному рядку дрібніших плям. Верхня поверхня голови чорнувата, без плям, верхньогубні щитки світлі. Черево світлого забарвлення з темними цяточками у середній частині кожного черевного щитка. 

## Поширення
Мешкає на південних Курильських островах (Росія), в Японії на південь до островів Рюкю.

## Спосіб життя
Полюбляє деревну, чагарникову рослинність по берегах водойм. Активний у сутінках. 
Харчується дрібними хребетними, зокрема рибою і пташенятами.
Це яйцекладна змія. Самиця відкладає до 10 яєць. 